# 戈羅霍沃湖 (奧斯特羅夫區)
57°16′34″N 28°21′19″E / 57.27611°N 28.35528°E

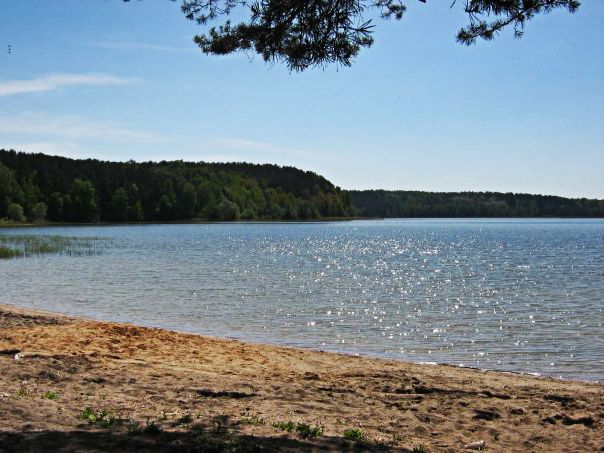

戈羅霍沃湖（俄语：Горохово），是俄羅斯的湖泊，位於該國西北部，由普斯科夫州負責管轄，處於奧斯特羅夫區，面積2.8平方公里，集水區面積4.6平方公里，平均水深5米，最大水深10米。